# Ironus longicaudatus
Ironus longicaudatus is een rondwormensoort uit de familie van de Ironidae.